# Estación Civic Center/UN Plaza
Estación Civic Center/UN Plaza es una estación en las líneas Dublin/Pleasanton–Daly City, Pittsburg/Bay Point–SFO/Millbrae, Fremont–Daly City y Richmond–Millbrae del BART, administrada por la Distrito de Transporte Rápido del Área de la Bahía y del Ferrocarril Municipal de San Francisco (MUNI). La estación se encuentra localizada en 899 Market Street Market Street en el Distrito Financiero, San Francisco, California. La estación Estación Civic Center/UN Plaza fue inaugurada el sistema del BART el 3 de noviembre de 1973 y en noviembre de 1982 para el Ferrocarril Municipal de San Francisco.

## Descripción
La estación Estación Civic Center/UN Plaza cuenta con 2 plataformas centrales y 4 vías. 

## Conexiones
La estación es abastecida por las siguientes conexiones de autobuses: 
- Rutas del MUNI 
      F Market & Wharves California Street Cable Car
AC Transit
Golden Gate Transit
Valley of the Moon Commute Club
Kaiser Shuttle Yellow Line